# Sempy
Sempy település Franciaországban, Pas-de-Calais megyében. Lakosainak száma 326 fő (2022. január 1.). Sempy Clenleu, Aix-en-Issart, Alette, Humbert és Saint-Denœux községekkel határos.

## Népesség
A település népessége az elmúlt években az alábbi módon változott:
| Lakosok száma | 317  | 328  | 332  | 325  | 321  | 317  | 319  | 322  | 326  |
|               | 2013 | 2015 | 2016 | 2017 | 2018 | 2019 | 2020 | 2021 | 2022 |